# Schizopygopsis kialingensis
Schizopygopsis kialingensis är en fiskart som beskrevs av Tsao och Hla Tun 1962. Schizopygopsis kialingensis ingår i släktet Schizopygopsis och familjen karpfiskar. Inga underarter finns listade i Catalogue of Life.